# Bahnstrecke Kahl–Schöllkrippen
| Streckennummer (DB): | 9361                 |                                 |                                 |
| Kursbuchstrecke (DB): | 642                  |                                 |                                 |
| Kursbuchstrecke: | 416c (1946)          |                                 |                                 |
| Streckenlänge: | 23,0 km              |                                 |                                 |
| Spurweite: | 1435 mm (Normalspur) |                                 |                                 |
| Streckenklasse: | CM4                  |                                 |                                 |
| Maximale Neigung: | 12 ‰                 |                                 |                                 |
| Minimaler Radius: | 117 m                |                                 |                                 |
| Streckengeschwindigkeit: | 80 km/h              |                                 |                                 |
| |                      |                                 |                                 |
| \| \| \| von Frankfurt (Main) Süd \| \| \| \| 0,000 \| Kahl (Main) \| Kahl (Main) \| \| \| \| nach Aschaffenburg \| \| \| \| 1,123 \| Kahl Kopp/Heide \| Kahl Kopp/Heide \| \| \| 2,500 \| Alzenau Forelle/Giesbert \| Alzenau Forelle/Giesbert \| \| \| 3,800 \| Alzenau Industriestraße \| Alzenau Industriestraße \| \| \| 4,009 \| Alzenau Nord \| Alzenau Nord \| \| \| 4,600 \| Alzenau Mahle \| Alzenau Mahle \| \| \| 5,093 \| Alzenau (Unterfr) \| Alzenau (Unterfr) \| \| \| 5,753 \| Alzenau Burg \| Alzenau Burg \| \| \| 7,121 \| Kälberau \| Kälberau \| \| \| 8,585 \| Michelbach (Unterfr) \| Michelbach (Unterfr) \| \| \| 9,646 \| Michelbach (Unterfr) Herrnmühle \| Michelbach (Unterfr) Herrnmühle \| \| \| 10,500 \| Hahnenkamm-Dörsthof \| Hahnenkamm-Dörsthof \| \| \| 12,458 \| Niedersteinbach \| Niedersteinbach \| \| \| 13,370 \| Mömbris-Strötzbach \| Mömbris-Strötzbach \| \| \| 14,682 \| Mömbris-Mensengesäß \| Mömbris-Mensengesäß \| \| \| 17,058 \| Schimborn \| Schimborn \| \| \| 18,438 \| Königshofen (Kahl) \| Königshofen (Kahl) \| \| \| 20,393 \| Blankenbach \| Blankenbach \| \| \| \| Langenborn \| \| \| \| 23,000 \| Schöllkrippen \| 203 m \| \| \| \| \| \| \| Quellen: [1][2] \| \| \| \| |                      |                                 |                                 |
| Strecke |                      | von Frankfurt (Main) Süd        | von Frankfurt (Main) Süd        |
| Bahnhof | 0,000                | Kahl (Main)                     | Kahl (Main)                     |
| Abzweig geradeaus und nach rechts |                      | nach Aschaffenburg              | nach Aschaffenburg              |
| Haltepunkt / Haltestelle | 1,123                | Kahl Kopp/Heide                 | Kahl Kopp/Heide                 |
| ehemaliger Haltepunkt / Haltestelle | 2,500                | Alzenau Forelle/Giesbert        | Alzenau Forelle/Giesbert        |
| ehemaliger Haltepunkt / Haltestelle | 3,800                | Alzenau Industriestraße         | Alzenau Industriestraße         |
| Haltepunkt / Haltestelle | 4,009                | Alzenau Nord                    | Alzenau Nord                    |
| ehemaliger Haltepunkt / Haltestelle | 4,600                | Alzenau Mahle                   | Alzenau Mahle                   |
| Bahnhof | 5,093                | Alzenau (Unterfr)               | Alzenau (Unterfr)               |
| Haltepunkt / Haltestelle | 5,753                | Alzenau Burg                    | Alzenau Burg                    |
| Haltepunkt / Haltestelle | 7,121                | Kälberau                        | Kälberau                        |
| Bahnhof | 8,585                | Michelbach (Unterfr)            | Michelbach (Unterfr)            |
| Haltepunkt / Haltestelle | 9,646                | Michelbach (Unterfr) Herrnmühle | Michelbach (Unterfr) Herrnmühle |
| ehemaliger Haltepunkt / Haltestelle | 10,500               | Hahnenkamm-Dörsthof             | Hahnenkamm-Dörsthof             |
| Haltepunkt / Haltestelle | 12,458               | Niedersteinbach                 | Niedersteinbach                 |
| Bahnhof | 13,370               | Mömbris-Strötzbach              | Mömbris-Strötzbach              |
| Haltepunkt / Haltestelle | 14,682               | Mömbris-Mensengesäß             | Mömbris-Mensengesäß             |
| Haltepunkt / Haltestelle | 17,058               | Schimborn                       | Schimborn                       |
| Haltepunkt / Haltestelle | 18,438               | Königshofen (Kahl)              | Königshofen (Kahl)              |
| Haltepunkt / Haltestelle | 20,393               | Blankenbach                     | Blankenbach                     |
| ehemaliger Haltepunkt / Haltestelle |                      | Langenborn                      | Langenborn                      |
| Kopfbahnhof Streckenende | 23,000               | Schöllkrippen                   | 203 m                           |
| |                      |                                 |                                 |
| Quellen: |                      |                                 |                                 |

Die Bahnstrecke Kahl–Schöllkrippen, auch Kahlgrundbahn, ist eine eingleisige, nicht elektrifizierte Nebenbahn in Bayern. Sie zweigt in Kahl am Main von der Bahnstrecke Frankfurt Süd–Aschaffenburg ab und führt im Kahlgrund nach Schöllkrippen am Rand des Spessarts. Sie wurde maßgeblich von Valentin Kihn, dem Vater des Karl Kihn, Arzt von Großauheim initiiert. Im Volksmund werden die Züge der Strecke Bembel genannt, was auf das Läuten der Glocke an der Dampflokomotive zurückgeht.

## Geschichte
Die Strecke wurde aufgrund der bayerischen Konzession vom 17. September 1897 durch das Eisenbahnbau- und Betriebsunternehmen H. Christner in Hanau errichtet. Mit bayerischer Konzession vom 26. April 1899 wurde die Konzession auf die Kahlgrund-Eisenbahn AG mit Sitz in Schöllkrippen übertragen. Eröffnet wurde die Strecke am 30. Oktober 1898.
Der Sommerfahrplan 1939 verzeichnete werktags fünf Reisezugpaare zwischen Kahl (Main) und Schöllkrippen, sonntags vier. Für die 23 Kilometer benötigten die Züge fast eine Stunde, was einer Reisegeschwindigkeit von lediglich 25 km/h entsprach.

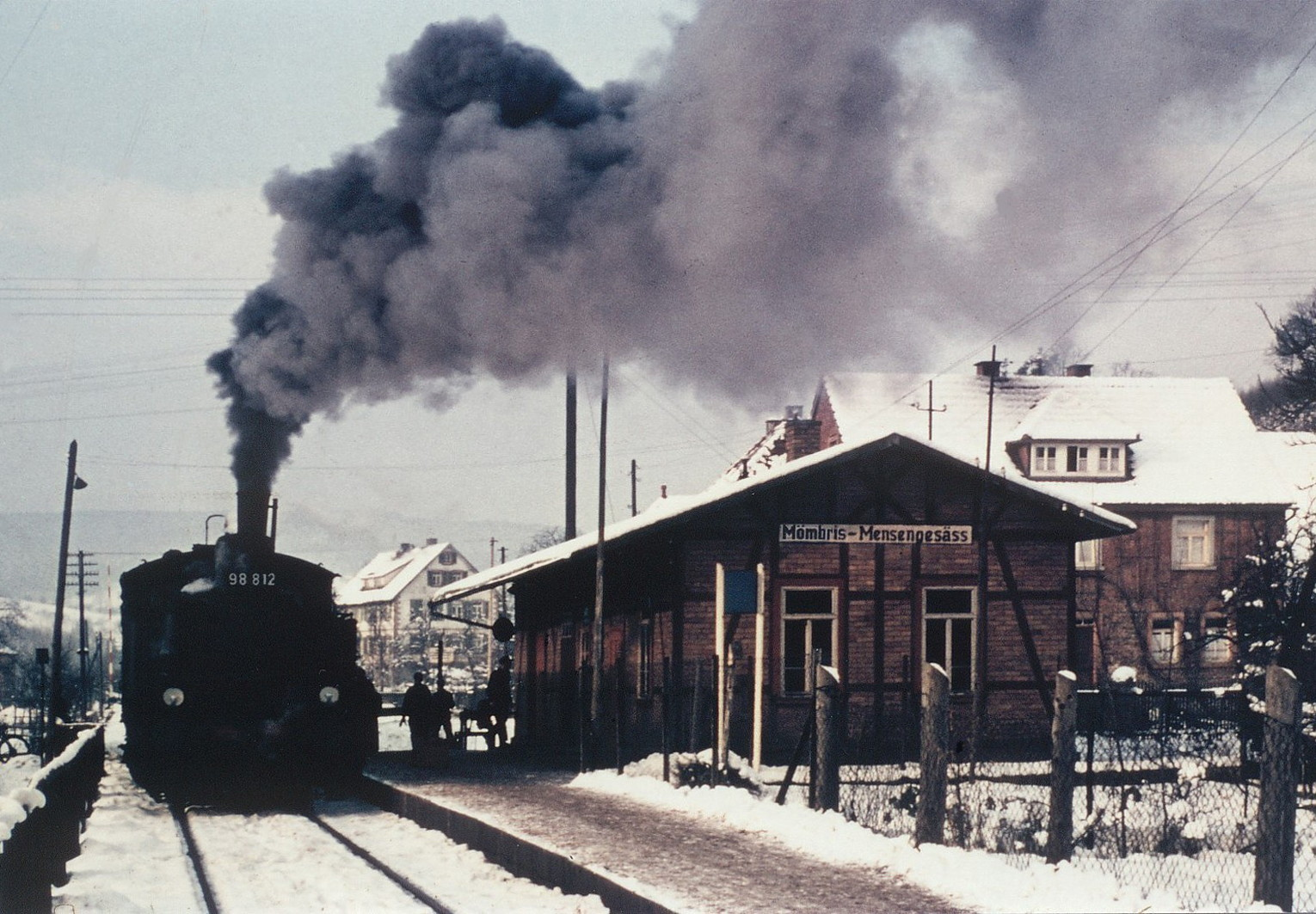
Reisezug in Mömbris-Mensengesäß (um 1952)

Im Jahr 1951 war die Kahlgrund-Eisenbahn AG zahlungsunfähig und musste Konkurs anmelden. Als Rechtsnachfolger konstituierte sich am 28. Oktober 1952 die Kahlgrund Verkehrs-GmbH (KVG), die den Betrieb unverändert fortführte.
Seit 1997 werden fast alle Reisezüge von und nach Hanau Hbf durchgebunden, wo ein direkter Anschluss nach Frankfurt (Main) Hbf besteht. Die Strecke liegt im Tarifgebiet der Verkehrsgemeinschaft am Bayerischen Untermain (VAB), darüber hinaus gilt für Fahrten in und aus dem Rhein-Main-Verkehrsverbund (RMV) dessen Übergangstarif. Der RMV führt die Relation Hanau Hbf–Schöllkrippen als Regionalbahn-Linie RB 56.
Die KVG hat ab 1997 Gleise und Anlagen umfassend erneuert. Nach Abschluss der Arbeiten konnte die Streckengeschwindigkeit zwischen Alzenau Nord und Kahl Kopp/Heide auf 80 km/h angehoben werden. Die Bahnhöfe und Haltepunkte wurden behindertengerecht modernisiert und mit elektronischen Fahrgastinformationssystemen ausgestattet. Kreuzungsbahnhöfe wurden mit Rückfallweichen ausgerüstet. Die meisten Bahnübergänge wurden technisch gesichert.

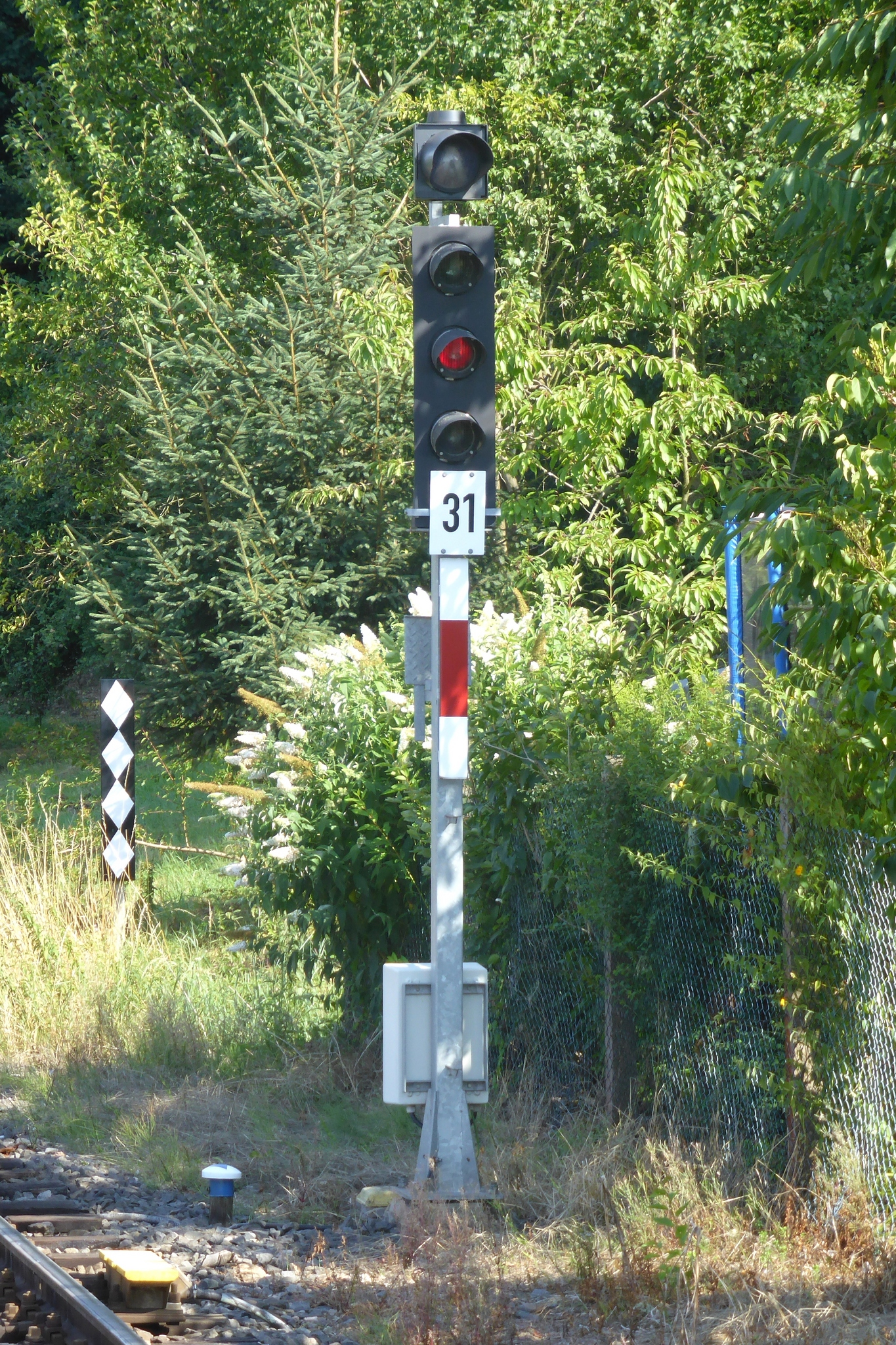
Die 1997 aufgestellten Lichtsignale sind eine Sonderbauart von ADtranz. Sie zeigen Signalbegriffe des H/V-Systems. (Bahnhof Michelbach, 2015)

Bei 15 bedienten Stationen auf 23 Kilometern liegt der durchschnittliche Haltestellenabstand bei rund 1,6 Kilometern. Die Fahrtzeit für die circa 30 Kilometer von Schöllkrippen nach Hanau beträgt circa 50 Minuten, was einer durchschnittlichen Geschwindigkeit von 36 km/h entspricht.
Nach einer Ausschreibung übernahm im Dezember 2009 die Hessische Landesbahn (HLB) den Personenverkehr als Eisenbahnverkehrsunternehmen (EVU), die KVG als Eigentümer der Strecke fungiert seitdem nur noch als Eisenbahninfrastrukturunternehmen (EIU). Die in Schöllkrippen bestehende Werkstatt der KVG ist heute an die DB Westfrankenbahn vermietet.
Die Züge verkehren heute im Stundentakt, samstags ab 15:00 Uhr und sonntags wird alle zwei Stunden gefahren. Die erste Wagenklasse wird nicht angeboten. Um dem regen Schülerverkehr aus dem Kahlgrund an die weiterführenden Schulen in Alzenau gerecht zu werden, fährt morgens an Schultagen ein Verstärkerzug von Schöllkrippen nach Kahl. Seit dem Fahrplanwechsel am 11. Dezember 2005 wurde der Verkehr ausschließlich von der Hessischen Landesbahn (HLB) durchgeführt, die nach einer von der Bayerischen Eisenbahngesellschaft und dem Rhein-Main-Verkehrsverbund durchgeführten Ausschreibung im Jahr 2003 den Auftrag zur Bedienung der Kahlgrundbahn für die nächsten zehn Jahre erhalten hatte. Die HLB beschafften für die Strecke sechs neue Dieseltriebwagen, die in der Werkstatt der HLB-Niederlassung Butzbach gewartet wurden. Zum Fahrplanwechsel im Dezember 2015 übernahm die DB RegioNetz (Westfrankenbahn) den Personenverkehr.
Verstärkerzüge für den Berufsverkehr und vor allem eine Durchbindung nach Frankfurt – wie auch bei der Bahnstrecke Bad Vilbel–Glauburg-Stockheim oder der Bahnstrecke Friedrichsdorf–Albshausen – wurden immer wieder in der lokalen Presse diskutiert, bis heute aber nicht verwirklicht. Ein Mitarbeiter der Bayerischen Eisenbahngesellschaft in München bezeichnete die Triebwagen der Kahlgrundbahn in diesem Zusammenhang als „Keksdosen“, die auf einer der am stärksten belasteten Hauptstrecken Deutschlands nichts zu suchen haben. Das Betriebskonzept stagniert auch deswegen seit der 1997 erfolgten Durchbindung nach Hanau Hbf.
Ebenso gibt es seit einigen Jahren das Bestreben durch den Landkreis sowie den Nahverkehrsbeauftragten, die Zahl der nicht technisch (d. h. durch Schranken oder Lichter) gesicherten Bahnübergänge zu verringern. Diese stehen einer Beschleunigung der Strecke im Weg. So mussten unter anderem an der Flederichsmühle (Fahrtrichtung Schöllkrippen) und in Niedersteinbach Langsamfahrstellen eingerichtet werden.
Nach dem Konzept der Bayerischen Staatsregierung für mehr Elektromobilität auf der Schiene in Bayern hatte Innenminister Joachim Herrmann 2018 die Strecke bis Hanau aus bayerischer Sicht als Pilotprojekt für den Betrieb mit Eco Train (Diesel-/Batterie-Hybrid mit Stromabnehmer) vorgeschlagen.

## Fahrzeugeinsatz

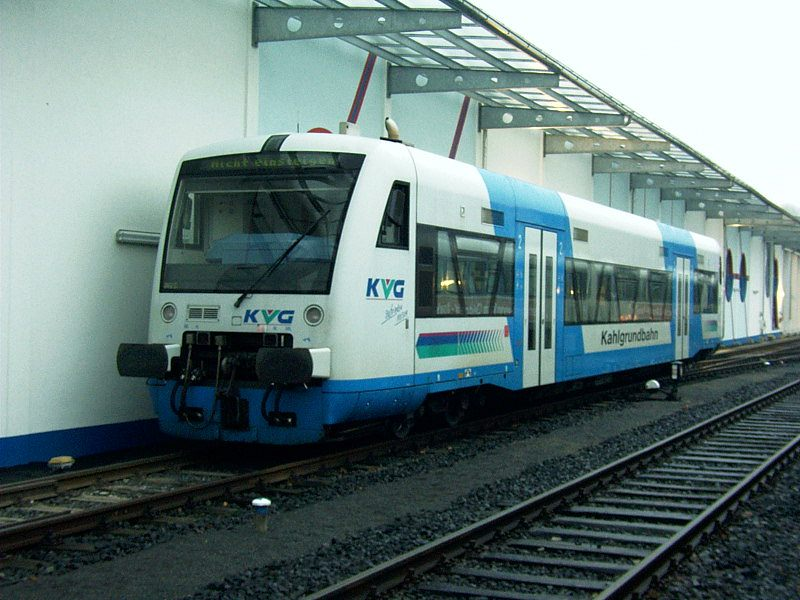
Regio-Shuttle VT 95 der KVG (2005)

Die KVG setzte auf der Strecke zuletzt Triebwagen des Typs NE 81, einen Stadler Regio-Shuttle RS 1 und drei Fahrzeuge der Baureihe 642 ein. Die HLB und aktuell DB Westfrankenbahn nutzt Triebzüge der DB-Baureihe 642 (Siemens Desiro Classic).
Zwei historische Fahrzeuge der Kahlgrundbahn, die Triebwagen VB 165 und VB 167 aus den Jahren 1952 und 1955 waren museal erhalten und wurden beim Brand einer Halle des ehemaligen Bahnbetriebswerks Worms am 8. November 2019 zerstört. (Vgl. dazu hier.)